# Mount Vancouver (Nordamerika)
Der Mount Vancouver ist ein 4812 m hoher Berg in der Eliaskette an der Grenze zwischen Alaska und dem kanadischen Territorium Yukon. Seine Südflanke liegt im Glacier-Bay-Nationalpark im Panhandle von Alaska und die Nordflanke im Kluane-Nationalpark im Südwesten von Yukon. Benannt wurde der Berg 1874 von William Healey Dall vom U.S. Coast and Geodetic Survey nach George Vancouver, der in den Jahren 1792 bis 1794 die Gewässer von Alaskas südöstlicher Küste erforscht hatte.
Der 4785 m hohe Nebengipfel Good Neighbor Peak liegt nahe der Landesgrenze, der geringfügig höhere Hauptgipfel nördlich davon innerhalb von Kanada.

## Besteigungsgeschichte
Die Erstbesteigung fand am 5. Juli 1949 durch William Hainsworth, Alan Bruce-Robertson, Bob McCarter und Noel Odell vom Seward-Gletscher aus über den Nordwestgrat statt.